# Grupo MOL

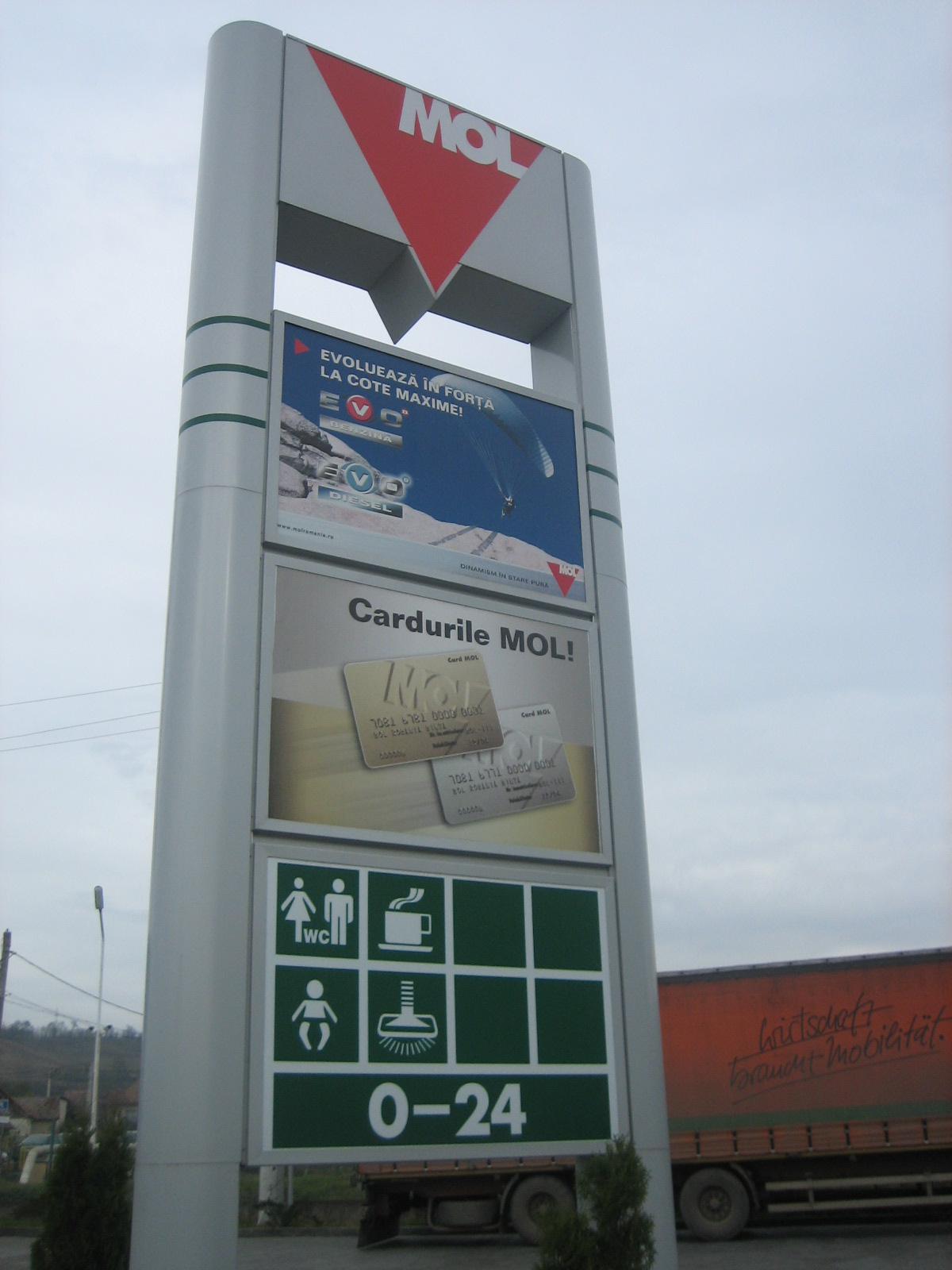
Logotipo de MOL en una estación de servicio.

El Grupo MOL (MOL Nyrt.) es un grupo integrado de petróleo y gas de Hungría. Además de Hungría, el grupo tiene presencia en Europa, Oriente Medio y África, así como en los países de la Comunidad de Estados Independientes, con intereses en exploración, producción, refinación, comercialización de petróleo y productos petroquímicos. MOL emplea más de 34.000 personas a nivel internacional y es líder de mercado en Hungría y Eslovaquia. Es la segunda mayor empresa en Europa Central y Oriental.
MOL Nyrt. es una compañía de cotización pública que cotiza en la bolsa de Budapest, la bolsa de Luxemburgo y la bolsa de Varsovia y sus GDR se negocian Londres y Estados Unidos. A 30 de junio de 2008, MOL Nyrt. tiene una capitalización de mercado de US$14.500 millones.

## Historia
MOL Nyrt. fue establecida el 1 de octubre de 1991 mediante la fusión de 9 antiguas compañías miembros del Trust Nacional del Petróleo y Gas. En 1995, se completó la actual integración horizontal de las compañías, y con anterioridad las distintas entidades empezaron a operar dentro de una organización unificada. MOL fue privatizada para responder a los desafíos del mercado internacional, y fue pionera en la consolidación de la industria del petróleo y gas en la región.
En 2003, MOL adquirió el  25% de las acciones del operador nacional de Croacia INA.  En 2006, INA y MOL lanzaron un proyecto de exploración conjunta en el área de Slatina – Zaláta en Croacia, destinada a encontrar nuevos volúmenes de gas natural. Las dos compañías ahora forman un consorcio en Bosnia y Herzegovina, después de ganar la recapitalización para la licitación de  Energopetrol, la compañía petrolera líder en el país, donde obtuvieron una participación de control del 67% de las acciones.
En 2004, MOL compró, en varias etapas, la compañía nacional de refino en Eslovaquia, Slovnaft, y la compañía líder en Hungría en la producción de etileno y polipropileno, TVK, de la que MOL obtuvo el control con una participación del 34,5% de las acciones en 2001. MOL posteriormente aumentó su participación en TVK al 86,56% en 2006. Entre 2003 y 2005 MOL completó la adquisición de los activos de Shell Rumania. En 2004, MOL entró en el mercado austriaco mediante la compra de una instalación de almacenamiento de combustible en Korneuburg, y un año después al adquirir la cadena de estaciones de servicio Roth. En agosto de 2007, MOL adquirió Italiana Energia e Servizi S.p.A. (IES), propietaria de la refinería de Mantua y una cadena de 165 gasolinera en Italia.
En noviembre de 2007, MOL informó de una nueva iniciativa regional para crea un nuevo sistema de oleoductos llamado Nuevo Sistema Europeo de Transporte (NSET). El 20 de diciembre de 2007, MOL anunció una nueva cooperación estratégica con el operador eléctrico checo ČEZ. La sociedad conjunta (joint venture) con CEZ se centra en la generación eléctrica por gas e infraestructuras relacionadas en Europa Central y Sudoriental, con el lanzamiento en un principio de dos plantas de 800 MW en Hungría y Eslovaquia. Después de vender el 7% de las acciones a CEZ en el ámbito de esta asociación estratégica, MOL anunció el 10 de marzo de 2008 la venta del 8% de sus acciones a la compañía Oman Oil con el mismo propósito.
En junio de 2007, la compañía de energía austriaca OMV realzó una oferta no solicitada para la toma del control de MOL, que ha sido rechazada por la compañía húngara. El 6 de marzo de 2008, la Comisión Europea lanzó una investigación a la oferta realizada por OMV sobre MOL. El 24 de junio de 2008, OMV recibió una relación de objeciones de la Comisión Europea en referencia al intento de adquisición de MOL.  En marzo de 2009, OMV vendió el 21% de su participación en MOL a Surgutneftegas. MOL valoró este movimiento como "hostil".
El 9 de mayo de 2008, MOL signó un acuerdo para adquirir el 35% de participación en un bloque en India operado por ONGC.

## Operaciones

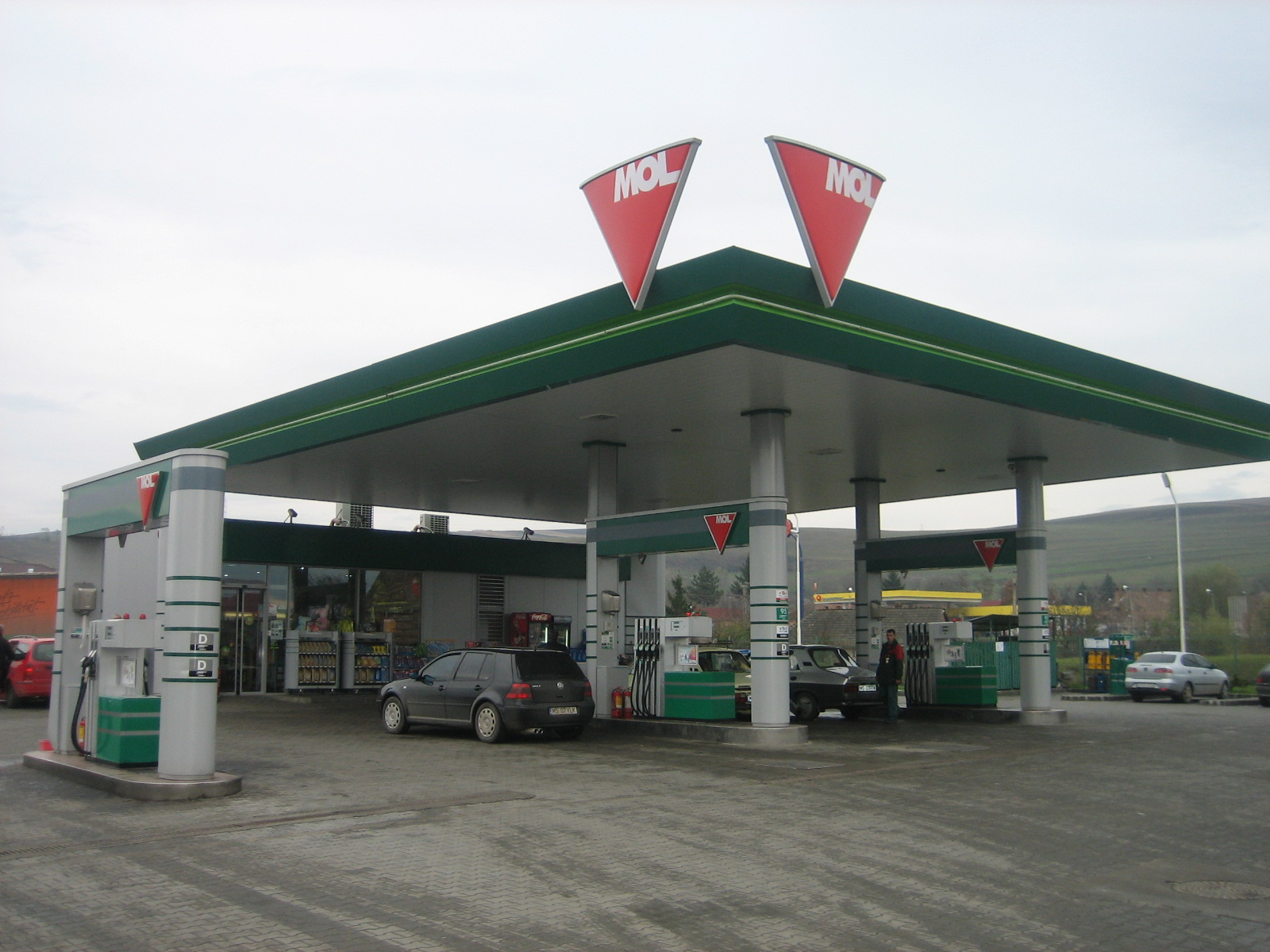
Una estación de servicio de MOL en Rumanía.

La Sociedad de Ingenieros Petroleros (Society of Petroleum Engineers) ha aceptado reservas de petróleo 2P (probadas probables) para la compañía de 352,3 MMboe y la producción media de hidrocarburos de MOL fue de 86,300 boe diarios en 2008.
MOL opera cinco refinerías en Hungría, Eslovaquia, Croacia e Italia ascendiendo a 23.5 millones de toneladas anuales de capacidad de refinación. Sus refinerías en Százhalombatta, Hungría y en Bratislava, Eslovaquia, están entre las más rentables de Europa, con un Índice de Complejidad de Nelson de 10,6 y 11,5 respectivamente. Las estaciones de servicio de MOL ascendían a más de 1.000 en diez países distintos a final de 2008.
La división de petroquímica de MOL es una de las mayores productoras de polímeros en Europa Central, operando totalmente integrada con las divisiones de MOL de refinación y comercialización. Sus productos se venden en más de 40 países
La división de gas natural se centra en el transporte de gas mediante una extensa red de oleoductos de alta presión, que tiene una longitud que excede de los 5.300 km. MOL es miembro del proyecto de Gasoducto Nabucco.
En el campo de las energías renovables MOL desarrolla electricidad mediante energía geotérmica mediante el proyecto GEGE (Producción de Energía Geotérmica de Centro Europa), una asociación con la compañía australiana Green Rock Energy Limited. La compañía da respaldo a la investigación en biocombustibles de segunda generación en la Universidad de Panonia.

### Operaciones internacionales
MOL tiene licencias de exploración en el extranjero en (con fecha de anuncio):
- Yemen, Bloques de exploración ’48’ y ’49’, 2002
- Kazajistán, Bloque Federovskoye, 2004
- Croacia y Hungría, Slatina y  Zaláta, 2006
- Campo petrolífero Baituganskoe, Bloque Surgut-7 y bloque Matjushkinsky 2006-2007
- Camerún, Bloque Ngosso Permit, 2007
- Irak, Bloque Akri Bijeel, 2007

MOL tiene instalaciones de producción en el extranjero en (con fecha de anuncio):
- Rusia, Campo petrolífero Zapadno-Malobalyk (con Yukos, ahora Russneft) 2002
- Pakistán, Bloque Tal, 2004

## Datos financieros clave
| Datos financieros clave, IFRS (HUF mil millones) | 2006   | 2007   | 2008   |
| ------------------------------------------------ | ------ | ------ | ------ |
| Ingresos netos                                   | 2891.1 | 2594.0 | 3535.0 |
| EBITDA                                           | 542.4  | 496.0  | 351.1  |
| Beneficio operativo                              | 409.6  | 355.5  | 199.2  |
| Cash flow operativo                              | 529.5  | 315.5  | 347.2  |